# العلاقات البولندية الكيريباتية
العلاقات البولندية الكيريباتية هي العلاقات الثنائية التي تجمع بين بولندا وكيريباتي.

## مقارنة بين البلدين
هذه مقارنة عامة ومرجعية للدولتين:
| وجه المقارنة                                              | بولندا                                                                             | كيريباتي                        |
| --------------------------------------------------------- | ---------------------------------------------------------------------------------- | ------------------------------- |
| المساحة (كم2)                                             | 312.68 ألف                                                                         | 811                             |
| عدد السكان (نسمة)                                         | 38.43 مليون                                                                        | 116.40 ألف                      |
| الكثافة السكانية (ن./كم²)                                 | 122.91                                                                             | 14.35 ألف                       |
| العاصمة                                                   | وارسو                                                                              | جنوب تاراوا                     |
| اللغة الرسمية                                             | اللغة البولندية                                                                    | لغة إنجليزية، اللغة الكيريباتية |
| العملة                                                    | زلوتي بولندي                                                                       | دولار كريباتي، دولار أسترالي    |
| الناتج المحلي الإجمالي (بليون دولار)                      | 524.51 مليار                                                                       | 196.15 مليون                    |
| الناتج المحلي الإجمالي (تعادل القوة الشرائية) بليون دولار | 1.02 تريليون                                                                       | 224.26 مليون                    |
| الناتج المحلي الإجمالي الاسمي للفرد دولار أمريكي          | 12.55 ألف                                                                          | 1.42 ألف                        |
| الناتج المحلي الإجمالي للفرد دولار أمريكي                 | 26.14 ألف                                                                          | 1.81 ألف                        |
| مؤشر التنمية البشرية                                      | 0.843                                                                              | 0.590                           |
| رمز المكالمات الدولي                                      | +48                                                                                | +686                            |
| رمز الإنترنت                                              | .pl                                                                                | .ki                             |
| المنطقة الزمنية                                           | توقيت وسط أوروبا، ت ع م+01:00، ت ع م+02:00، أوروبا/وارسو ‏، توقيت وسط أوروبا الصيفي |                                 |

## منظمات دولية مشتركة
يشترك البلدان في عضوية مجموعة من المنظمات الدولية، منها:
| علم المنظمة | اسم المنظمة                   | تاريخ انضمام بولندا | تاريخ انضمام كيريباتي |
| ----------- | ----------------------------- | ------------------- | --------------------- |
|             | منظمة حظر الأسلحة الكيميائية  | ?                   | ?                     |
|             | الأمم المتحدة                 | 24 أكتوبر 1945      | 14 سبتمبر 1999        |
|             | مؤسسة التمويل الدولية         | 29 ديسمبر 1987      | 2 أكتوبر 1986         |
|             | يونسكو                        | 6 نوفمبر 1946       | 24 أكتوبر 1989        |
|             | مؤسسة التنمية الدولية         | 28 أكتوبر 1960      | 2 أكتوبر 1986         |
|             | البنك الدولي للإنشاء والتعمير | 27 يونيو 1986       | 29 سبتمبر 1986        |
|             | الاتحاد البريدي العالمي       | 1 مايو 1919         | ?                     |
|             | الاتحاد الدولي للاتصالات      | 1921                | 3 نوفمبر 1986         |

## وصلات خارجية
- موقع وزارة الخارجية البولندية